# Veniliornis
A Veniliornis a madarak (Aves) osztályának harkályalakúak (Piciformes) rendjébe, ezen belül a harkályfélék (Picidae) családjába tartozó nem.

## Tudnivalók
A Veniliornis-fajok Közép- és Dél-Amerikában fordulnak elő.
Ezt a taxonnevet 1854-ben, Charles Lucien Jules Laurent Bonaparte francia természettudós és ornitológus alkotta meg. Ez a taxonnév a római Venilia nevű istenség, valamint a görög ornis = „madár” szavak összevonásából jött létre.

## Rendszerezés
A nembe az alábbi 14 faj tartozik:
- Veniliornis affinis (Swainson, 1821)[5]
- Veniliornis callonotus (Waterhouse, 1841)[6]
- Veniliornis cassini (Malherbe, 1862)[7]
- Veniliornis chocoensis (Swainson, 1821)[8]
- Veniliornis dignus (Sclater & Salvin, 1877)[9]
- Veniliornis frontalis (Cabanis, 1883)[10]
- Veniliornis kirkii (Malherbe, 1845)[11]
- Veniliornis lignarius (Molina, 1782)[12] - korábban a Picoides nembe volt besorolva[13][14]
- Veniliornis maculifrons (Spix, 1824)[15]
- Veniliornis mixtus (Boddaert, 1783)[16] - korábban a Picoides nembe volt besorolva[13][14]
- Veniliornis nigriceps (D'Orbigny, 1840)[17]
- Veniliornis passerinus (Linnaeus, 1766)[18]
- Veniliornis sanguineus (Lichtenstein, 1793)[19] - típusfaj
- Veniliornis spilogaster (Wagler, 1827)[20]

### Fordítás
- Ez a szócikk részben vagy egészben  a   Veniliornis című angol Wikipédia-szócikk ezen változatának fordításán alapul.  Az eredeti cikk szerkesztőit annak laptörténete sorolja fel. Ez a jelzés csupán a megfogalmazás eredetét és a szerzői jogokat jelzi, nem szolgál a cikkben szereplő információk forrásmegjelöléseként.